# Mark Richards (surfista)
Mark Richards (Newcastle, 7 marzo 1957) è un surfista australiano.
Prima della serie di vittorie di Kelly Slater, che fanno del campione statunitense l'atleta di surf più premiato, Richards era universalmente riconosciuto come il più grande atleta di sempre, con i suoi 4 titoli mondiali, di cui uno nella lega semi-professionista e tre nell'ASP world tour.